# Argiolestes pallidistylus
Argiolestes pallidistylus är en trollsländeart som beskrevs av Selys 1878. Argiolestes pallidistylus ingår i släktet Argiolestes och familjen Megapodagrionidae. Inga underarter finns listade i Catalogue of Life.